# No Soucy !
 (mai 2020).
Albums de Ophélie Winter
Privacy
(1998)
Singles
1. Dieu m'a donné la foi
Sortie : 1995
2. Le Feu qui m'attise
Sortie : 1996
3. Shame on U
Sortie : 1996
4. Keep It on the Red Light
Sortie : 1997
5. Rien que pour lui
Sortie : 1997

No Soucy ! est le premier album d'Ophélie Winter, sorti en 1996 chez East West.
Porté par les singles Dieu m'a donné la foi, Le Feu qui m'attise, Shame on U, Keep It on the Red Light et Rien que pour lui, l'album s'écoule à 500 000 exemplaires et reçoit un disque de platine. Il est classé no 6 des ventes en juin 1996.
La première version, avec une pochette dans des tons dorés, contient treize titres. Une réédition est éditée quelques mois plus tard, avec la même pochette mais dans des tons violets, ainsi que quatre titres bonus.
Le style mélange R'n'b, new jack swing, slow jam (rnb très lent), soul contemporaine et ballade pop. L'album est édité à l'international sous le titre Soon.

## Contenu
| 1.  | Soon                                    | 4:16 |
| 2.  | Le Feu qui m'attise                     | 3:56 |
| 3.  | Jusqu'au bout                           | 4:41 |
| 4.  | Face to Face                            | 3:59 |
| 5.  | Revolution 4 Love                       | 4:17 |
| 6.  | Rien que pour lui                       | 4:49 |
| 7.  | When I Got the Mood                     | 3:47 |
| 8.  | Keep It on the Red Light (feat. Coolio) | 4:17 |
| 9.  | Dieu m'a donné la foi                   | 3:57 |
| 10. | Everlasting Love                        | 4:11 |
| 11. | Shame On U                              | 4:35 |
| 12. | Let the River Flow                      | 3:56 |
| 13. | Face to Face (Slam Jam Remix)           | 3:59 |

| 1.  | Soon                                    | 4:16 |
| 2.  | Le Feu qui m'attise                     | 3:56 |
| 3.  | Jusqu'au bout                           | 4:41 |
| 4.  | Face to Face                            | 3:59 |
| 5.  | Revolution 4 Love                       | 4:17 |
| 6.  | Rien que pour lui                       | 4:49 |
| 7.  | When I Got the Mood                     | 3:47 |
| 8.  | Keep It on the Red Light (feat. Coolio) | 4:17 |
| 9.  | Dieu m'a donné la foi                   | 3:57 |
| 10. | Everlasting Love                        | 4:11 |
| 11. | Shame On U                              | 4:35 |
| 12. | Let the River Flow                      | 3:56 |
| 13. | Face to Face (Slam Jam Remix)           | 3:59 |

| 1.  | Soon                                    | 4:16 |
| 2.  | Le Feu qui m'attise                     | 3:56 |
| 3.  | Jusqu'au bout                           | 4:41 |
| 4.  | Face to Face                            | 3:59 |
| 5.  | Revolution 4 Love                       | 4:17 |
| 6.  | Rien que pour lui                       | 4:49 |
| 7.  | When I Got the Mood                     | 3:47 |
| 8.  | Keep It on the Red Light (feat. Coolio) | 4:17 |
| 9.  | Dieu m'a donné la foi                   | 3:57 |
| 10. | Everlasting Love                        | 4:11 |
| 11. | Shame On U                              | 4:35 |
| 12. | Let the River Flow                      | 3:56 |
| 13. | Face to Face (Slam Jam Remix)           | 3:59 |

| 1.  | Soon                                          | 4:16 |
| 2.  | Le Feu qui m'attise                           | 3:56 |
| 3.  | Jusqu'au bout                                 | 4:41 |
| 4.  | Face to Face                                  | 3:59 |
| 5.  | Revolution 4 Love                             | 4:17 |
| 6.  | Rien que pour lui                             | 4:49 |
| 7.  | When I Got the Mood                           | 3:47 |
| 8.  | Keep It on the Red Light (feat. Coolio)       | 4:17 |
| 9.  | Dieu m'a donné la foi                         | 3:57 |
| 10. | Everlasting Love                              | 4:11 |
| 11. | Shame On U                                    | 4:35 |
| 12. | Let the River Flow                            | 3:56 |
| 13. | Face to Face (Slam Jam Remix)                 | 3:59 |
| 14. | Dieu m'a donné la foi (Dee Lithehous Bootleg) | 6:07 |
| 15. | The Air That I Breathe (Remix)                | 4:21 |
| 16. | Shame On U (P4 Remix)                         | 4:34 |
| 17. | Keep It on the Red Light (100 LBS Remix)      | 6:46 |

### Singles
- Novembre 1995 : Dieu m'a donné la foi
- Mai 1996 : Le Feu qui m'attise
- Octobre 1996 : Shame on you
- Mars 1997 : Keep It on the Red Light (feat. Coolio)
- Juin 1997 : Rien que pour lui